# 乌塔 (卡利亚里广域市)

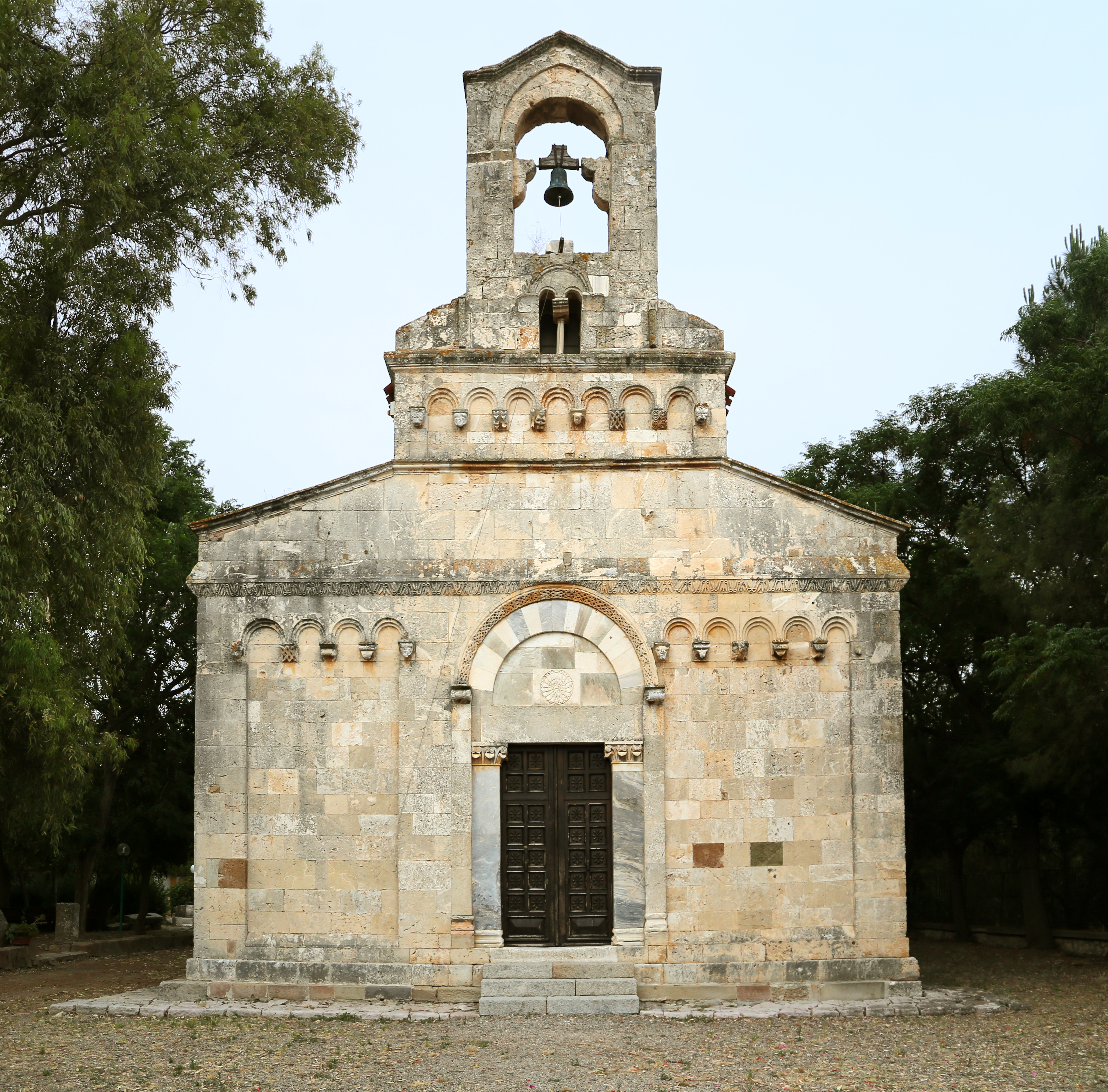
教堂

乌塔（義大利語：Uta）是意大利撒丁大区卡利亞里廣域市内的市镇，位于大区首府卡利亚里西北约15公里处。面积为134.4平方公里，人口数量为8,392人（2015年）。市镇内有一中世纪的教堂。